# Darsa
Darsa (in arabo درسة, Darsa o Darsah) è - se si escludono alcune isolette rocciose - l'isola più piccola e più meridionale dell'arcipelago di Socotra nell'oceano Indiano nord-occidentale e rappresenta quindi il punto più meridionale della Repubblica dello Yemen. Dal punto di vista amministrativo appartiene, come tutte le isole dell'arcipelago, al Governatorato di Socotra.

## Geografia
L'isola, disabitata, si trova a circa 38 km a sud-ovest di Socotra, l'isola principale dell'arcipelago. Darsa e la limitrofa isola di Samha, situata 17 km ad ovest, sono anche denominate al-Ikhwān (الإخوان), «i fratelli». L'isola, di forma allungata, misura circa 7 km di lunghezza e 1,8 km di larghezza nel punto più ampio, e ricopre una superficie di circa 10 km².
Insieme alle tre isole vicine dell'arcipelago di Socotra, Darsa è stata dichiarata patrimonio dell'umanità dall'UNESCO nel 2008.